# Lauritzenia minimicoma
Lauritzenia minimicoma är en kvalsterart som först beskrevs av Beck 1964.  Lauritzenia minimicoma ingår i släktet Lauritzenia och familjen Haplozetidae. Inga underarter finns listade i Catalogue of Life.